# Juan Cantacuceno (sebasto)
Juan Cantacuceno (fallecido el 17 de septiembre de 1176) fue un comandante militar y uno de los primeros miembros de la casa Cantacuceno. Se distinguió en las campañas de Manuel I Comneno contra los serbios, húngaros y pechenegos entre los años 1150 y 1153. Fue durante estas campañas que fue gravemente herido y perdió los dedos de una mano. En 1155 fue enviado a Belgrado donde frustró el complot de los habitantes de esa ciudad para entregar la ciudad a los húngaros. Murió en la batalla de Miriocéfalo luchando solo contra los turcos selyúcidas del Sultanato de Rum.
Juan es conocido por haber estado presente en los concilios eclesiásticos convocados en Constantinopla en 1157, 1166 y 1170. En los actos de estos concilios es descrito como poseedor del rango de pansebasto sebasto.
Juan Cantacuceno estaba casado con María Comnena, la hija del hermano de Manuel I, Andrónico Comneno. Tuvieron al menos un hijo, Manuel Cantacuceno, que hizo campaña contra los turcos con Andrónico Ángelo, pero después ofendió al emperador Manuel I, quien lo puso en prisión y luego fue cegado.